# Dégagement interdit

A : dégagement autorisé. B: dégagement interdit.

Le dégagement interdit, ou dégagement refusé au Québec (en anglais icing), est une faute de jeu du hockey sur glace.
L'équipe dans sa zone de défense n'a pas le droit de dégager le palet vers sa zone d'attaque, de derrière la ligne rouge centrale. Le juge de ligne interrompt le jeu à partir du moment où le palet (rondelle) franchit entièrement la ligne des buts située en zone d'attaque. Cette règle est valable dans les championnats européens, canadiens et internationaux,.
Dans la majeure partie des ligues de hockey d'Amérique du Nord (Ligue nationale de hockey ou Ligue américaine de hockey par exemple), un tel dégagement n'est pas forcément interdit : si le premier joueur à toucher le palet est de la même équipe que le joueur ayant effectué le dégagement, le jeu se poursuit. Si un joueur de l'équipe adverse (autre que le gardien de but), le récupère, il y a dégagement interdit. Tant que le palet n'est pas touché, un des juges de ligne garde un bras en l'air et si le dégagement est validé il écartera les bras à l'horizontale. Cette variante a été supprimée de la LNH depuis la saison 2005-2006 et remplacée par la règle internationale.
L'engagement se fait du côté d'où est parti le palet, en zone de défense de l'équipe fautive.
Le dégagement interdit est signalé par les juges de lignes, et peut être annulé par ces derniers :
- en cas d'obstruction par l'équipe en attaque
- dans le cas où le palet est touché par un joueur après la ligne rouge centrale
- en cas d'un refus volontaire de jouer de l'équipe en attaque
- en cas de but (qui est alors accordé)

Il ne peut pas y avoir de dégagement interdit pour une équipe en infériorité numérique.

## Cas de la ligue nationale de hockey
Depuis la saison 2005-2006 de la LNH, dans la LNH, l'équipe qui réalise un dégagement interdit n'aura pas le droit de changer ses joueurs et les mêmes joueurs devront participer au prochain engagement. Cette règle a été introduite, car les joueurs avaient tendance à dégager le palet quand la fatigue d'une ligne commençait à se faire sentir.

## Sources

### Sources générales
- (en) Règles 2006-2007 de la LNH
- (fr) Règles de la Fédération Française de Hockey
- (fr) Règles de Hockey Canada